# Tila (vlinder)
Tila is een geslacht van vlinders van de familie tastermotten (Gelechiidae).

## Soorten
- T. capsophilella (Chretien, 1900)
- T. sequanda Povolny, 1974